# Chaetodon trifascialis
Chaetodon trifascialis — вид риб родини Щетинкозубі (Chaetodontidae).

## Назва
В англійській мові має назву «шевронна риба-метелик» (англ. Chevron butterflyfish).

## Галерея

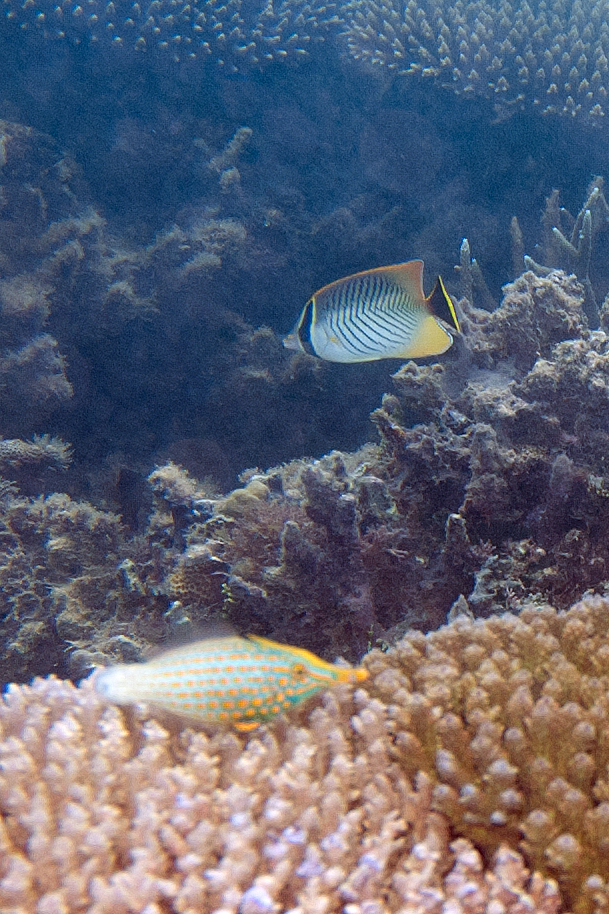
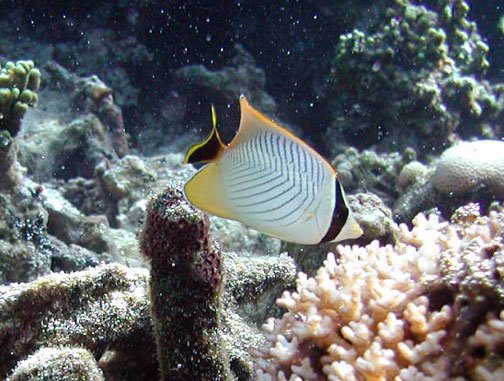

## Опис
Риба до 18 см завдовжки, біла з чорними смугами-шевронами. Анальний і спинний плавець — трикутні і оранжеві. Зустрічається зазвичай парами, що патрулюють свою територію. Живиться поліпами.

## Поширення та середовище існування
Живе у багатих на коралові рифи затоках, біля коралів Acropora, на глибині від 1 до 30 м. Від Червоного моря на заході до Французької Полінезії на сході, Південної Африки на півдні та Південної Японії на півночі.